# Bauxitornis mindszentyae
Bauxitornis es un género de ave extinta de la subclase Enantiornithes, el cual vivió en lo que hoy es Hungría a finales del Cretácico (Santoniense). Fue nombrado por Gareth J. Dyke y Attila Ősi en 2010 , y la especie tipo y única conocida es Bauxitornis mindszentyae.